# Fernando Albuerne
Luis Fernando Albuerne Garcell (* 28. Oktober 1920 in Sagua de Tánamo, Provinz Oriente; † 8. Juli 2000) war ein kubanischer Sänger.
Die Familie Albuerne besaß in der ostkubanischen Kleinstadt Sagua de Tánamo ein Hotel und einen Bauernhof, bevor sie nach Havanna umzog, wo der Vater eine Seifenfabrik aufbaute. Der musikalische Autodidakt Fernando Albuerne absolvierte an der Universität Havanna ein Studium als Agraringenieur und arbeitete anschließend zunächst in der familieneigenen Parfümherstellung. Als er sich 1941 im Tonstudio des Radiosenders Radio Cadena Suaritas vorstellte, um nach den Kosten für die Aufnahme einer eigenen Schallplatte fragte, wurde er direkt für den Sender engagiert. Er erhielt einen Exklusivvertrag und trat in Kuba in Theatern, Revuen und im Fernsehen auf und tourte durch Lateinamerika.
1953 bereiste er Europa und hatte Auftritte in Lissabon, Madrid und Paris. Nach der Kubanischen Revolution 1959 organisierte er eine große Benefizkampagne zur Sammlung von Spenden für den Wiederaufbau seiner im Revolutionskrieg teilweise zerstörten Heimatstadt Sagua de Tánamo, an der sich zahlreiche große Künstler des Landes beteiligten, darunter Benny Moré. 1960 verließ er Kuba und ging nach Caracas. Seit den 1970er Jahren lebte er in Florida. Auf zahlreichen Alben sang er zunächst kubanische Lieder und interpretierte später ein breites spanischsprachiges Repertoire.
Er starb am 8. Juli 2000 nach einer Parkinson-Erkrankung.

## Diskographie
- Ahora Que Eres Mía
- La Voz Romántica de América
- Canciones De Navidad
- Cuando Calienta El Sol
- Recuerdas De Cuba
- 20 Grandes Éxitos
- Historia De Amor
- Estoy Pensando En Ti
- Yo Canto
- Atada A Un Granito De Arena
- Gira Musical
- Idilio
- Vieja Carta
- La Prima Vez Que Vi Tu Rostro
- Mi Romance
- Mi Corazonada
- La Última Carta
- Recording New York
- Sólo Amor
- Cuando Me Enamoro
- Qué Te Has Creído
- Quizás Simplemente Te Regale Una Rosa
- Extraños En La Noche
- Amor Es Mi Cancion
- The Best of Fernando Albuerne
- Nuestra Canción